# مجموعة الوكيل
مجموعة الوكيل (بالفرنسية: Groupe Loukil) هي مجموعة تونسية خاصة تدار من قبل عائلة الوكيل. تعمل المجموعة في عدة مجالات، الصناعة والصناعة الزراعية، الأشعال العامة، السيارات، التجارة والخدمات وكذلك العقارات. المجومعة موجودة في 13 بلدا أفريقيا، في فرنسا، وبمشاريع مشتركة في الشرق الأوسط.

تم تأسيسها في 1976 من قبل مستودع مركبات قديمة مستعملة أين يتم بيع جرارات كوبوتا وكاواساكي. تطورت المجموعة بعد ذلك في 1981 مع معمل مواد زراعية في صفاقس واختلاف صناعتها شيئا فشيئا (مزرعة عنفة رياح، أبراج لشبكات الاتصالات، عربات تعبئة، مقطورات...). منذ 1992، بدأت المجموعة بتسويق الآلات الاعلامية وبرمجيات، أين أنشأت في 2000 فرع «فونو» الذي يبيع الهواتف والحواسيب، ثم في 2009، واجهة أخرى تم فتحها تحت اسم «كاترا» مختصة فالصور، الصوت والأجهزة.

توزع المجموعة في تونس سيارات مازدا (إكونوميك أوتو) وسيتروين (أوراس) ومنتوجات باناسونيك وحواسيب آيسر. التعامل مع شركة سيتروين في 2006 جاء بعد تعقيدات إدارية ومالية من قبل نظام الرئيس زين العابدين بن علي.

جزء كبير من الموظفين يعملون في معامل صفاقس وسوسة ومنزل بورقيبة على هياكل صناعية كبيرة جدا، وعلى محولات كهربائية، أو مواد إينوكس.

## الشركات القابضة
لدي المجمعة ثلاثة شركات قابضة تابعة لها وهم:
- مجموعة الوكيل القابضة (Holding Groupe Loukil) أو مجموعة الوكيل للاستثمار (Loukil Investment Group).
- موزعي السيارات العالمية القابضة (Universal Auto Distributors Holding).
- شركة التكنولوجيا الجديدة (New Technologie corporation).

## الفروع
يوجد أسفله قائمة مجالات عمل المجموعة وفروعها:
| المجالات                   | الفروع |
| -------------------------- | --- |
| صناعة                      | ورش الساحل الميكانيكية مجموعة البحر الأبيض المتوسط الصناعية الشركة الصناعية العامة للمصافي                                                                                         |
| صناعة الزراعية وأشغال عامة | مؤسسات الوكيل ماد للتجهيز إنتر للتجهيز كودار إنتر بارتس مجموعة خدمات البحر الأبيض المتوسط                                                                                          |
| تكنولوجيا                  | مدكوم نظم معلومات البحر الأبيض المتوسط تقنيات الأطلسي البحر الأبيض المتوسط |
| سيارات                     | إكونوميك أوتو (مازدا) أوراس أوتو (سيتروين) أوراس غروس صناعات مركبات النقل |
| تجارة وخدمات               | موزعي الأجهزة والالكترونيات مجلس إدارة الوكيل الوكيلكوم تونس أورل لوكيلكوم موبيتاك مجموعة أوديو كوم ميدكو المتوسطية للهندسة تجارة البلطيق البحر الأبيض المتوسط شركة تنمية الصادرات |
| عقارات                     | عقارات قرطاج |

## روابط خارجية
- الموقع الرسمي.